# Lyckan, kärleken och meningen med livet
Lyckan, kärleken och meningen med livet (originaltitel: Eat Pray Love) är en amerikansk dramakomedi från 2010 i regi av Ryan Murphy. Filmen är baserad på Elizabeth Gilberts bästsäljande biografi med samma namn. Julia Roberts spelar rollen som den nyskilda Liz Gilbert, som ger sig ut på en resa runt jorden och hamnar i Italien, Indien och Bali. Filmen hade premiär 13 augusti 2010 i USA och 1 oktober 2010 i Sverige. Tuva Novotny återfinns i en av rollerna som huvudkaraktärens bästa vän i Italien.

## Rollista
- Julia Roberts - Elizabeth Gilbert
- Javier Bardem - Felipe
- Billy Crudup - Steven
- Richard Jenkins - Richard
- Viola Davis - Delia Shiraz
- James Franco - David
- Sophie Thompson - Corella
- Mike O'Malley - Andy Shiraz
- Christine Hakim - Wayan
- Hadi Subiyanto - Ketut Liyer
- Tuva Novotny - Sofi
- Luca Argentero - Giovanni